# 최성민 (1995년)
최성민(1995년 12월 7일 ~ )은 대한민국의 배우 겸 가수이다.

## 학력
- 2008년 ~ 2011년 영성중학교
- 2011년 ~ 2014년 안양예술고등학교 연극영화과

## 경력
- 2010년 ~ 2012년 남녀공학 멤버
- 2013년 ~ 2015년 스피드 멤버

## 출연

### 방송

#### 드라마
- 2013년 KBS2 《아령 - 그렇고 그런 사이》 - 진구 역
- 2014년 KBS1 일일드라마 《고양이는 있다》 - 염치주 역
- 2016년 SBS 아침드라마 《사랑이 오네요》 - 김호영 역
- 2016년 KBS2 단막극 《KBS 드라마 스페셜 - 전설의 셔틀》 - 김민수 역
- 2017년 KBS2 월화드라마 《학교 2017》 - 한덕수 역
- 2017년 SBS 수목드라마 《다시 만난 세계》 - 동현 역
- 2018년 MBC 월화드라마 《사생결단 로맨스》 - 민기 역
- 2018년 KBS2 일일드라마 《끝까지 사랑》 - 박지훈 역

## 방송
- 2022년 MBC 《호적 메이트》